# Cela s'appelle l'aurore
Cela s'appelle l'aurore és una pel·lícula de Luis Buñuel Portolés, segons la novel·la d'Emmanuel Roblès, estrenada el 1956.

## Argument
Angela està casada amb el doctor Valerio. Viu en una petita ciutat de Còrsega. Un dia té un mareig al carrer i truca a la fàbrica en la qual el seu marit cura un obrer que ha sofert un accident de treball. Angela no pot entendre que el seu marit s'ocupi tant dels pobres i la hi deixi abandonada. En veure la seva dona en tal estat, li aconsella que se'n vagi amb la seva família a Niça, cosa que Angela farà.
Un obrer, Sandro Galli, truca urgentment el metge, ja que la seva dona està greument malalta. Més endavant és cridat a comissaria perquè atengui una nena que ha estat violada per un vell psicòpata. Allà coneixerà una bonica jove, Clara, que s'ofereix a prestar-li ajuda. Però aviat s'enamoraran. Gorzone, director de la fàbrica, expulsa a Sandro de la propietat que li havia confiat, però la seva dona Magda mor en el trasllat. Sandro es venja i assassina Gorzone al mig de la festa que aquest està donant. L'assassí aconsegueix escapar gràcies a Clara i Valerio acull el fugitiu, però el seu sogre, que ha vingut a acompanyar a Angela, descobreix l'amagatall. S'organitza una cacera a l'home, però Sandro se suïcida disparant-se una bala al pit. Valerio es negarà a estrènyer la mà del comissari i se n'anirà amb Clara.

## Repartiment
- Georges Marchal - Doctor Valerio
- Lucia Bosè — Clara
- Julien Bertheau (Soci de la Comèdie Française) - Fasaro
- Jean-Jacques Delbo — Gorzone
- Simone Paris — Madame Gorzone
- Brigitte Elloy — Magda
- Robert Le Fort — Pietro
- Pascal Mazzotti — Azzopardi
- Jean Morlet
- Gaston Modot — Peasant
- Henri Nassiet - Pare d'Angela
- Marcel Pérès — Fesco
- Yvette Thilly
- Giani Esposito — Sandro Galli
- Nelly Borgeaud — Angela